# Naphrys tuuca
Espèce
Naphrys tuuca est une espèce d'araignées aranéomorphes de la famille des Salticidae.

## Distribution
Cette espèce est endémique du Nayarit au Mexique,. Elle se rencontre vers Tepic et Jala.

## Description
Le mâle holotype mesure 2,48 mm et la femelle paratype 3,64 mm.

## Systématique et taxinomie
Cette espèce a été décrite par Maldonado-Carrizales, Valdez-Mondragón, Jiménez-Jiménez et Ponce-Saavedra en 2025.

## Publication originale
- Maldonado-Carrizales, Valdez-Mondragón, Jiménez-Jiménez & Ponce-Saavedra, 2025 : « Three new species of the spider genus Naphrys Edwards (Araneae, Salticidae) under morphology and molecular data with notes in the distribution of Naphrys acerba (Peckham & Peckham) from Mexico. » PeerJ, vol. 13, no e18775, p. 1-51 (texte intégral).